# نيلسون بانكر هنت
نيلسون بانكر هنت (بالإنجليزية: Nelson Bunker Hunt)‏ هو جمع العملات ورائد أعمال أمريكي، ولد في 22 فبراير 1926 في مقاطعة يونيون في الولايات المتحدة، وتوفي في 21 أكتوبر 2014 في دالاس في الولايات المتحدة.

## وصلات خارجية
- نيلسون بانكر هنت على موقع مونزينجر (الألمانية)
- نيلسون بانكر هنت على موقع إن إن دي بي (الإنجليزية)